# أنسيستري.كوم
أنسيستري.كوم (بالإنجليزية: Ancestry.com) هي شركة خاصة مقرها ليهي،يوتا.تعتبر أكبر شركة تجارية في العالم في مجال علم الأنساب،تأسست الشركة في 1996.
تدير الشركة شبكة من مواقع تسجيلات الأنساب، تتمركز هذه المواقع في الولايات المتحدة وتسع دول أجنبية، تقوم الشركة أيضًا بتطوير وتسويق برامج الأنساب، بالإضافة إلى خدمات الأنساب الأخرى ذات الصلة، اعتبارًا من ديسمبر 2013 قدمت الشركة ما يقرب من 12.7 مليار سجل ولديها 2.14 مليون مشترك، يتضمن الموقع 191 مليون صورة وأكثر من 16 مليون قصة تم تحميلها والتي تم توفيرها من قبل الأشخاص الذين يستخدمون موقع الويب الخاص بهم.
تدير الشركة مواقع ويب أخرى، كما تدير مواقع أجنبية توفر الوصول إلى الخدمات والسجلات الخاصة ببلدان أخرى بلغات تلك البلدان، وتشمل هذه عدة دول في أوروبا بالإضافة إلى أستراليا وكندا والصين.

## التاريخ
تم تأسيس الموقع في عام 1983 من قبل جون سيتنر، في الأصل كان الموقع عبارة عن رسالة إخبارية حول علم الأنساب، وتم فتح المزيد من المواقع المجانية في مارس 1999. كان لدى الشركة مليون مستخدم مسجل خلال أول 140 يومًا، جمعت الشركة أكثر من 90 مليون دولار من رأس المال الاستثماري من المستثمرين، بلغت المبيعات لعام 2002 حوالي 62 مليون دولار ولعام 2003 كانت 99 مليون دولار، افتتحت الشركة مركز اتصال في بروفو، يوتا في مارس 2004، في 19 ديسمبر 2006 غيرت الشركة اسمها إلى "شبكة الأجيال"، في عام 2010 ، وسع الموقع موقعه ليشمل سان فرانسيسكو كاليفورنيا، يركز مكتب سان فرانسيسكو على الجوانب التكنولوجية للشركة، في ديسمبر 2011، أزال الموقع مؤشر الوفاة الخاص بالضمان الاجتماعي للأشخاص الذين ماتوا في غضون 10 سنوات، تمت إزالة هذه السجلات بسبب مخاوف سرقة الهوية، في سبتمبر 2012، وسع عملياته الدولية بافتتاح مقره الأوروبي في دبلن، أيرلندا، يضم مكتب دبلن مركز اتصال جديد للعملاء الدوليين بالإضافة إلى فرق الإنتاج والتسويق والهندسة.
في أكتوبر 2012، وافق الموقع على أن يتم الاستحواذ عليه من قبل مجموعة أسهم خاصة مقابل 32 دولارًا للسهم أو حوالي 1.6 مليار دولار.

## المنتجات والخدمات
هو موقع ويب لأبحاث الأنساب قائم على الاشتراك، لدى الموقع 5 مليارات سجل على الإنترنت معظمها من الولايات المتحدة، ومع ذلك، يتم إضافة سجلات لبلدان أخرى مثل كندا والمملكة المتحدة والدول الأوروبية، بعض السجلات مجانية لأي شخص الوصول إليها، معظم السجلات متاحة فقط للمشتركين الذين يدفعون.
في 22 يونيو 2006، أكمل الموقع فهرسة ومسح جميع سجلات التعداد الفيدرالي للولايات المتحدة من عام 1790 حتى عام 1930، يقدم الموقع اختبارات الحمض النووي للأنساب للحمض النووي الوراثي والحمض النووي للكروموسوم Y الأبوي والحمض النووي للميتوكوندريا للأم، في يونيو 2014 توقف الموقع عن اختبار كروموسوم Y واختبار الحمض النووي للميتوكوندريا.

## الحركة على الموقع
اعتبارًا من أبريل 2012، وصل الموقع إلى تقدير تقريبي يتراوح بين 8.3 - 8.4 مليون شخص في الولايات المتحدة، في الربع الثاني من عام 2014 كان لديه 2.11 مليون مستخدم.